# Eugen York
Pour les articles homonymes, voir York.
Eugen York, né le 26 novembre 1912 à Rybinsk, dans l'Empire russe, et mort le 18 novembre 1991 à Berlin, est un réalisateur et scénariste allemand.

## Biographie
Eugen York a réalisé 35 films entre 1938 et 1984.

## Filmographie partielle
- 1948 : Morituri
- 1949 : Die letzte Nacht
- 1950 : Une fille à matelots (de) (Lockende Gefahr)
- 1950 : Ombres du passé (Schatten der Nacht)
- 1950 : Cargaison féminine (de) (Export in Blond)
- 1950 : L'Ombre de Monsieur Monitor (de) (Der Schatten des Herrn Monitor)
- 1955 : Mademoiselle de Scudéry (Das Fräulein von Scuderi)
- 1956 : Un cœur rentre à la maison (de) (Ein Herz kehrt heim)
- 1957 : Nuits de Hambourg (Das Herz von St. Pauli)
- 1958 : L'Étau (Der Greifer)
- 1958 : Der Mann im Strom
- 1958 : La Fille aux yeux de chat (Das Mädchen mit den Katzenaugen)
- 1964 : Nebelmörder (de)
- 1977 : Das Gesetz des Clans (de)